# موش‌صاریغ دم‌چاق تیت
موش‌صاریغ دم‌چاق تیت (نام علمی: Thylamys tatei) نام یک گونه از سرده موش‌صاریغ‌های دم‌چاق است.